# Ntyuka
Ntyuka è una circoscrizione rurale (rural ward) della Tanzania situata nel distretto urbano di Dodoma, regione di Dodoma. Conta una popolazione di 4 558 abitanti (censimento 2012).